# 4-Metoxibenzilamina
4-Metoxibenzilamina, p-metoxibenzilamina, para-metoxibenzilamina, 4-aminometil-anisol ou anisilamina é o composto orgânico com a fórmula C8H11NO, fórmula linear CH3OC6H4CH2NH2 e massa molecular 137,18. Apresenta ponto de ebulição de 236-237 °C, ponto de fusão -10°C e densidade 1,05 g/mL a 25 °C. É classificado com o número CAS 2393-23-9 número de registro Beilstein 508206, número EC 219-247-2, número MDL MFCD00008122, PubChem Substance ID 24896615, CBNumber CB8326324 e MOL File 2393-23-9.mol.
Pode ser usada como intermediário em síntese orgânica envolvendo uma reação de substituição nucleofílica aromática com posterior desproteção, numa conversão em duas etapas de 2-cloro-7-amido-1,8-naftiridina a 2,7-diamino-1,8-naftiridina.